# Conus reflectus
Conus reflectus é uma espécie de gastrópode do gênero Conus, pertencente à família Conidae.